# Gemelo digital

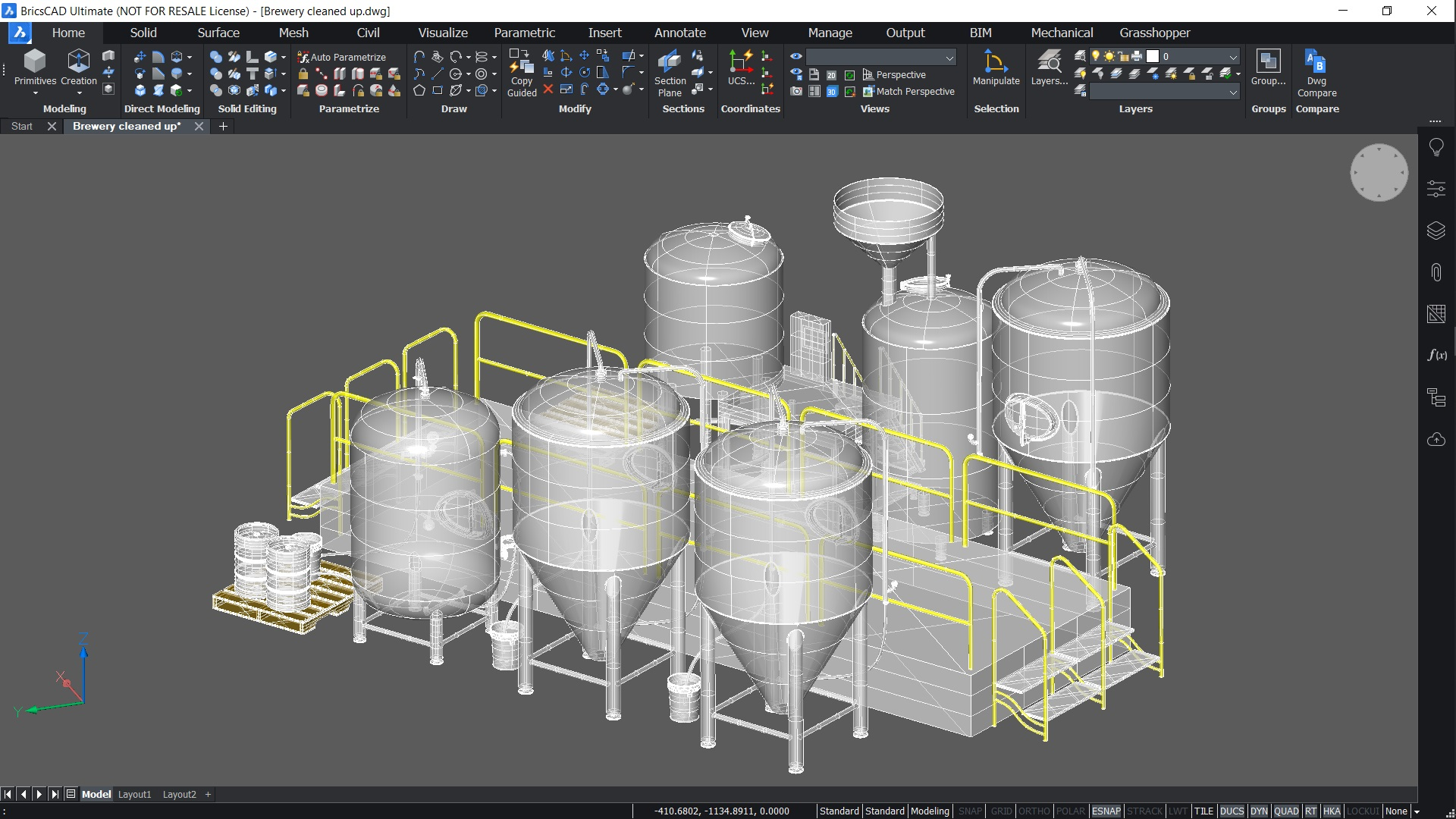
Imagen asistida por ordenador de un conjunto de silos. El gemelo digital de este conjunto puede estar constituido, entre otras partes, por una imagen en una pantalla que muestre el nivel de cada silo.

Un gemelo digital es un sistema informático programado de tal forma que, al recibir las mismas entradas que experimenta el objeto o proceso físico del que es gemelo, proporciona las mismas salidas. Por ejemplo, una turbina de gas tiene como entradas metano al 97 % de pureza y aire a 20 °C, y mueve un alternador que produce energía eléctrica. Un gemelo digital de esta turbina correctamente programado puede predecir los gigawatios de energía que producirá el alternador si la pureza del metano baja al 96 % o la temperatura del aire sube a 21 °C.
Cuando se dice «al recibir las mismas entradas, proporciona las mismas salidas» no se quiere decir que en el gemelo digital de la turbina entre aire físico, sino que entran los datos de ese aire (cantidad, temperatura, etc.). Igual ocurre con las salidas.

## Origen

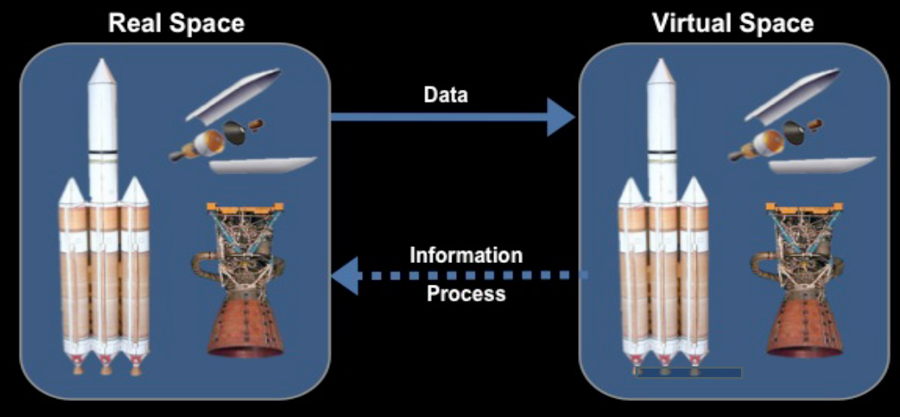
Un primer concepto de gemelo digital, de Grieves y Vickers

Los gemelos digitales son el resultado de la evolución de la simulación, que existe desde hace siglos. La construcción de barcos a pequeña escala, para comprobar la flotabilidad y la maniobrabilidad de las naves reales que se construirían basándose en ellos, alcanzó su máximo apogeo en el siglo XVIII.
Los gemelos digitales fueron anticipados por David Gelernter en su libro de 1991 Mundos espejo.
La primera definición práctica de "gemelo digital" se atribuye a la NASA, que trataba de mejorar simulacro de modelo físico de aeronave en 2010. Sin embargo el concepto es anterior y se cree que lo lanzó Michael Grieves en 2002, cuando trabajaba en la Universidad de Míchigan. Grieves, del Instituto de Tecnología de Florida, fue el primero que aplicó el concepto de gemelo digital en la fabricación.
El concepto y el modelo del gemelo digital fueron presentados públicamente en 2002 por Grieves, entonces de la Universidad de Míchigan, durante una conferencia de la Asociación de Ingenieros de Fabricación en Troy, Míchigan. Grieves propuso el gemelo digital como el modelo conceptual subyacente en la gestión del ciclo de vida del producto (PLM por sus siglas en inglés).
El concepto, al que se dieron varios nombres, fue posteriormente denominado "gemelo digital" por John Vickers, de la NASA en un informe de hoja de ruta de 2010.

## Partes
El concepto de gemelo digital consta de 3 partes distintas: el objeto o sistema físico, el objeto informático, y las conexiones entre ellos. Estas conexiones son los datos y sus medios de transmisión (cables, radiofrecuencia, láser, ultrasonidos, etc.). Los datos se toman del objeto físico y de su entorno mediante sensores y medidores, y se introducen en el objeto informático. Este objeto no tiene por qué presentar en pantalla un aspecto visual similar al del objeto físico. Un gemelo digital perfectamente funcional puede consistir simplemente en sensores, cableado, un ordenador y líneas de código informático. Lo importante es que tome del objeto físico y de su entorno las variables necesarias para reproducir fielmente su comportamiento, y que el tratamiento de esas variables sea adecuado.
Para que un gemelo digital sea fiable tiene que haber recogido datos del objeto físico no solamente en condiciones normales, sino también en situaciones anómalas. Aun así, si las entradas físicas son muy distintas a las previstas, o la comunicación de datos no es correcta, o se producen imprevistos (una grieta interna en el objeto físico, por ejemplo), las salidas del gemelo digital pueden diferir de las del objeto físico.
De un mismo sistema físico (por ejemplo un río) pueden construirse diferentes gemelos digitales que residan en distintos ordenadores y sean administrados por equipos de personas separados, y que tengan en cuenta diferentes aspectos. Siguiendo con el ejemplo, un gemelo digital podría simular el comportamiento del río ante fuertes tormentas, mientras que otro podría predecir la progresión de un vertido contaminante.
Un gemelo digital en el lugar de trabajo se considera a menudo parte de la automatización robótica de procesos (RPA por sus siglas en inglés). Para la empresa de análisis industrial Gartner es parte de la categoría emergente, y más amplia, de "hiperautomatización".

## Tipos
El concepto de gemelo digital se dividió posteriormente en 3 tiposː el prototipo de gemelo digital (DTP por sus siglas en inglés), el ejemplo de gemelo digital (DTI por sus siglas en inglés), y el agregado de gemelo digital (DTA por sus siglas en inglés). El DTP consiste en los diseños, análisis y procesos para construir un producto físico que, lógicamente, son previos a su existencia. El DTI es el gemelo digital de un ejemplar individual del producto una vez fabricado. El DTA es la agregación de varios DTI cuyos datos pueden utilizarse para simular el comportamiento del producto físico. Esto no quiere decir que para tener un gemelo digital de algo deban existir varios ejemplares de ese algo; pueden construirse gemelos digitales de sistemas únicos, por ejemplo una cuenca hidrográfica. Tampoco significa que solo pueden programarse gemelos digitales de sistemas creados por el hombre, o en los que ha intervenido; pueden elaborarse gemelos digitales de sistemas completamente naturales.
Además, los gemelos digitales pueden dividirse en 3 subcategorías según el nivel de integración de los datos físicos en el objeto informático: modelo digital, sombra digital y gemelo digital (DM, DS y DT por sus respectivas siglas en inglés).
Se puede decir que un gemelo digital es un tipo de simulación por computadora con la particularidad de que el objeto físico y el objeto simulado están conectados muy estrechamente mediante cables y sensores. En otras simulaciones por computadora el objeto informático y el real están completamente desconectados, o no existe objeto real.

## Ejemplos
Un ejemplo de gemelos digitales es el uso de Modelado 3D para crear compañeros digitales de objetos físicos. Puede usarse este modelado para hacerse una idea de la apariencia que tendría un objeto físico aún no fabricado. Cuando ya se ha fabricado, los datos de los sensores pueden utilizarse para actualizar en tiempo real el gemelo digital. También se utiliza el término "dispositivo sombra" (shadow device) para referirse a un gemelo digital. Se pretende que el gemelo digital reproduzca con exactitud todos los comportamientos relevantes de su contraparte física. Siguiendo con el ejemplo anterior, un gemelo digital de una turbina entregará con exactitud (variable según la calidad de la programación) el dato de la potencia suministrada, pero no el de la suciedad depositada sobre la carcasa de la turbina, ya que eso, en principio, no es relevante.
Un gemelo digital también puede ser utilizado para monitorización, diagnóstico y mantenimiento preventivo, optimizando así el rendimiento de la contraparte física. Los datos en tiempo real de los sensores pueden combinarse con datos históricos, experiencia humana y simulacros para aproximar todavía más los datos de salida del gemelo a la salida física de su contraparte. Por tanto, los gemelos digitales pueden utilizarse para diagnosticar problemas y mejorar la productividad.
Se han propuesto gemelos digitales de vehículos autónomos en un entorno de tráfico simulado para superar los actuales retos de su desarrollo (para conseguir que un vehículo autónomo funcione, hay que probarlo con tráfico real, y si no funciona, eso supone un peligro para otros conductores). Especialmente cuando los algoritmos se basan en inteligencia artificial, que requiere grandes conjuntos de datos de entrenamiento y validación.

## Industria manufacturera
El gemelo digital está cambiando completamente la gestión del ciclo de vida (PLM por sus siglas en inglés) de fabricación de un producto, desde el diseño hasta la operación. Actualmente la PLM consume mucho tiempo y dinero. El gemelo digital permite a la empresa contemplar sus productos no solo con los ojos del fabricante, sino también con los del comprador. Por ejemplo, una empresa produce una nueva máquina para serrar madera. Tener en esa misma empresa un ejemplar de esa máquina serrando madera física, para ver cómo se comporta, resultaría caro y complicado. Pero con un buen gemelo digital, se puede recomendar a los compradores las acciones de engrasado y ajuste óptimas a los 3 meses, a los 6 meses y al año.
Los gemelos digitales de las cadenas de producción han cambiado sustancialmente las cadenas físicas, haciendo necesaria la introducción de muchos más sensores. Para controlar una cadena de producción que no utiliza un gemelo digital hace falta colocar sensores, pero si lo utiliza, deben colocarse muchos más, para recoger también datos de condiciones medioambientales o comportamiento de las máquinas.
Debido al Internet de las cosas, los gemelos digitales se han vuelto más asequibles y podrían impulsar el futuro de la industria manufacturera. Formas avanzadas de gestión y mantenimiento de instalaciones se vuelven posibles debido a la existencia de sus gemelos digitales.
Los gemelos digitales ofrecen un gran potencial empresarial porque pronostican el futuro del proceso de fabricación en vez de analizar el pasado. La representación de la realidad creada por los gemelos digitales permite a los fabricantes evolucionar hacia prácticas empresariales ex-ante. Los siguientes 4 aspectos impulsan el futuro de la fabricaciónː modularidad, autonomía, conectividad y gemelos digitales. Según se incrementa la digitalización en las etapas de un proceso de fabricación, aparecen oportunidades para conseguir una mayor productividad. Esto empieza con la modularidad. A continuación la autonomía permite al sistema de producción responder a acontecimientos inesperados de manera eficaz e inteligente. Finalmente, la conectividad, como el Internet de las cosas, cierra el bucle de la digitalización.
Un uso adecuado de los gemelos digitales permite avisar, antes de que aparezca un problema, a los compradores de un producto, lo que puede aumentar su satisfacción y su lealtad. Además, como están bajando los costes de almacenar y procesar datos, aumentan las maneras de emplear gemelos digitales.

## Planificación urbana e industria de la construcción
Los gemelos digitales geográficos se han popularizado en urbanismo porque las ciudades inteligentes necesitan cada vez más tecnología digital. Estos gemelos digitales adoptan a menudo la forma de plataformas interactivas para capturar y mostrar en tiempo real visualizaciones 3D de entornos urbanos. Algunas permiten incluso 4D (las 3 dimensiones habituales más el tiempo, hacia delante y hacia atrás, con un deslizador).
Se utilizan tecnologías de visualización como la realidad aumentada (AR por sus siglas en inglés) para colaborar en el diseño urbanístico integrando los datos de sensores y servicios de interfaz de programación de aplicaciones con la finalidad de constituir gemelos digitales.
Las actividades urbanísticas, incluido el mantenimiento, cada vez están más digitalizadas, en parte por la adopción del modelado de información de construcción (BIM por sus siglas en inglés). Dadas las ventajas de los gemelos digitales, se consideran una extensión lógica. En el Reino Unido en noviembre de 2018, por ejemplo, el Centro para una Gran Bretaña Digitalmente Construida publicó Los principios Gemini, (gemini es una raíz latina para "gemelo", que ha dado palabras como "geminado") perfilando indicaciones para el desarrollo de un «gemelo digital nacional».
Uno de los primeros ejemplos de un gemelo digital funcional se consiguió en 1996 durante la construcción de las instalaciones Heathrow Express en la terminal 1 del Aeropuerto de Londres-Heathrow. El consultor Mott MacDonald y el pionero del BIM Jonathan Ingram conectaron al objeto digital los sensores de movimiento colocados en el coferdán de la construcción real. Así, contemplando el gemelo digital, se podían apreciar los movimientos que se estaban produciendo en la realidad. También se realizó un modelo digital para el proceso de compactación del terreno, que controlaba los efectos de inyectar lechada de rejunte (un tipo de mortero) con el fin de estabilizar los movimientos del terreno.

## Sector sanitario
Los gemelos digitales permiten nuevas posibilidades en la sanidad. Primero se propusieron para pronosticar el comportamiento de instrumental médico (por ejemplo una máquina de tomografía axial computarizada, TAC). Con un gemelo digital pueden mejorarse las vidas en términos de salud, deportes y educación al enfocar la sanidad basándose más en datos. Se dispone de tecnologías para construir modelos, no ya de máquinas, sino de pacientes, continuamente ajustables según los parámetros físicos (colesterol, ritmo cardíaco, edad, peso, ejercicio) que se vayan recogiendo. Esto finalmente puede llevar a un paciente virtual. Además, el gemelo digital facilita comparar los parámetros sanitarios de una persona concreta con los de la población promedio para encontrar patrones detallados.
Es posible construir gemelos digitales de un órgano de un paciente concreto, en particular el corazón. Con el gemelo digital del corazón de una persona afectada por una patología cardíaca, los médicos pueden estudiar la implantación óptima de un marcapasos o los posibles resultados de introducir una válvula.
El mayor beneficio del gemelo digital en la sanidad es que se puede diseñar a medida para anticipar las respuestas de pacientes individuales. Los gemelos digitales no sólo llevan a mejores diagnósticos de un paciente individual, sino que también pueden cambiar la imagen esperada de un paciente sano. Anteriormente se consideraba "sano" como "ausente de síntomas de enfermedad". Ahora se pueden comparar los pacientes "sanos" con el resto de la población para calibrar si realmente están tan sanos. Sin embargo los gemelos digitales en sanidad también presentan algunas desventajasː pueden generar desigualdad, porque los ricos podrán costearlos y los pobres, no; y también pueden identificar patrones que generen discriminación.

## Industria de la automoción
La industria del automóvil ha sido mejorada por la tecnología de los gemelos digitales, que se emplean para facilitar procesos y reducir costes marginales. Actualmente, los diseñadores de automóviles expanden la materialidad incorporando posibilidades digitales. Un ejemplo es el análisis de cómo se conduce un coche concreto. De ahí puede surgir la incorporación de nuevas características que reduzcan el riesgo de accidentes.

## Características de la tecnología de los gemelos digitales

### Conectividad
Primeramente, el gemelo digital está conectado a su contraparte física. Esto es una parte esencial de la tecnología de los gemelos digitales, que no existiría sin esa conexión. Como ya se ha descrito, esta conectividad se logra mediante sensores en el objeto físico y su entorno, y mediante cables o emisores radioeléctricos que llevan los datos al ordenador donde reside el gemelo digital. 
Los gemelos digitales facilitan la terciarización de la industria. La industria es el sector secundario de la economía. Mediante los gemelos digitales, la industria puede ofrecer servicios (sector terciario), de mantenimiento por ejemplo, diversificando así su actividad y entrando en nuevas áreas de negocio.

### Homogeneización
Los gemelos digitales pueden considerarse a la vez causa y consecuencia de la homogeneización de datos. Como cualquier tipo de información puede almacenarse y transmitirse digitalmente, si esto se hace en forma de gemelo digital, la información se desacopla de la contraparte física. Los gemelos digitales también facilitan el almacenado digital de la información sobre un producto.
Es mucho más fácil tratar datos digitales a bajo coste. Según la ley de Moore, la potencia de cálculo continuará aumentando exponencialmente, a la vez que disminuye su coste. Esto llevará a menores costes marginales de desarrollar gemelos digitales y a que salga mucho más barato probar, pronosticar y solucionar problemas en gemelos digitales que en modelos físicos.
Otra consecuencia de la homogeneización y desacople de la información es que la experiencia de usuario converge. Como la información de un objeto físico esta digitalizada, ese mismo objeto puede, en el mundo digital, desdoblarse en varios, para estudiar diferentes aspectos. El gemelo digital permite a cualquier número de agentes compartir información detallada sobre un objeto físico sin restricciones de tiempo ni ubicación. En su libro blanco sobre la tecnología de gemelos digitales en la industria manufacturera, Michael Grieves destaca lo siguiente sobre las consecuencias de la homogeneización:

Antes la ventana del despacho del director de una fábrica daba sobre la planta de máquinas, de modo que podía captar enseguida lo que estaba ocurriendo sobre el terreno. Con el gemelo digital de la fábrica, no solo el director, sino también cualquier persona asociada con su producción, podría tener la misma ventana, y no solo sobre una única fábrica, sino también sobre todas las demás fábricas que esa empresa tiene en el mundo. (Grieves, 2014, p. 5)

### Reprogramable e inteligente
Como el gemelo digital es un sistema informático, se puede reprogramar. Una consecuencia de esta naturaleza reprogramable es la aparición de funcionalidades. Tomando de nuevo el ejemplo de un motor, su gemelo digital puede emplearse para recoger datos sobre su rendimiento, tanto en su configuración física exacta como si se modifican ligeramente los pistones o las válvulas. De esta forma se puede propiciar una versión mejorada del producto.

### Rastros digitales
Otra característica es que los gemelos digitales dejan rastros digitales (datos almacenados). Los ingenieros pueden consultar estos rastros con el fin de, por ejemplo, cuando una máquina falla, ver en qué momento el comportamiento de la contraparte física empezó a diferir del digital, y cómo, para así diagnosticar el problema. El fabricante también puede emplear este diagnóstico para mejorar sus diseños, de modo que el fallo ocurra menos en el futuro.

### Modularidad
La modularidad significa la capacidad de dividirse en partes que pueden ser tratadas separadamente. Si un producto es modular, y hace falta cambiar algo en él, se puede cambiar solamente el módulo donde está ese algo. La tecnología de gemelos digitales permite a los fabricantes seguir sus máquinas y advertir posibles áreas de mejora.